# Đại vương hậu (Hán Văn Đế)
Đại vương hậu (tiếng Trung: 代王后) là nguyên phối thê tử của Hán Văn Đế Lưu Hằng khi ông còn là Đại vương (代王) nước Đại (196 TCN - 180 TCN), nước chư hầu của nhà Hán. Bà là Vương hậu duy nhất của Lưu Hằng.

## Tiểu sử
Sử sách không ghi năm sinh năm mất hay họ của bà. Các sử gia gọi Đại vương hậu (代王后) hoặc Đại vương Vương hậu (代王王后) vì bà là Vương hậu của Đại vương Lưu Hằng. Thời gian bà gả cho Lưu Hằng cũng không rõ, ước tính trong khoảng năm 196 - 180 TCN, dưới thời trị vì của ông ở nước Đại.
Bà sinh bốn con trai cho Lưu Hằng. Năm 180 TCN, Lưu Hằng về Trường An đăng cơ, tức Hán Văn Đế. Trước đó đã có ghi chép Vương hậu và các con mất sớm, Văn Đế không lập ai làm Vương hậu thay thế nên ngôi Hoàng hậu vẫn chưa định đoạt. Nhân dịp Lưu Khải được phong Hoàng thái tử, thân mẫu Đậu thị "mẫu bằng tử quý", nhận sách phong Hoàng hậu. Văn Đế không truy thụy Vương hậu quá cố của mình.
Trịnh Hiểu Thời, một học giả người Đài Loan cho rằng Vương hậu họ Lã, là cháu gái Lã hậu. Bà và các con có khả năng bị giết trong lúc Thừa tướng Trần Bình và Giáng hầu Chu Bột dấy binh tranh trừng các chư hầu và tướng quân họ Lã (lịch sử gọi là Loạn chư Lã). Tuy không rõ vì sao thông tin về Vương hậu và con cái đều biến mất, song nguồn tin trên không đáng tin cậy vì các con bà là cháu nội của Bạc thái hậu, không thể xem là thân thích của Lã thái hậu mà tiêu diệt.
Một cách lý giải khác cho việc Vương hậu không được ghi chép cũng như không có thụy hiệu, là trong những triều đại đầu ở Trung Quốc, hoàng đế chưa có tiền lệ truy phong cho chính thất đã qua đời trước thời điểm đăng cơ. Tương tự, Hán Huệ Đế Lưu Doanh từng có một nguyên phối trước Trương hoàng hậu, sơ phong Thái tử phi, nhưng vị này không được ghi nhận sách phong Hoàng hậu và không có thụy hiệu. Dựa vào việc Hán Huệ Đế không lập tức phong Hậu mà phải đợi 3 năm sau mới sách lập Trương thị, có thể đoán thời gian này Huệ Đế để tang thê tử quá cố nên chưa lập kế thất.